# Cylapinae
Sous-famille
Les Cylapinae sont une sous-famille d'insectes hémiptères hétéroptères (punaises) de la famille des Miridae (Cimicomorpha, Miroidea), principalement des régions tropicales. 

## Caractéristiques
Les Cylapinae se caractérisent au sein des Miridae par des tarses longs et étroits. de deux à trois articles, et une combinaison de caractères sur les prétarses, tels que des parempodia sétiformes et souvent asymétriques, l'absence de pulvilli, des griffes minces généralement dentées à l'apex ainsi que d'autres critères. Seuls les Vaniini ont une structure différente des prétarses, avec notamment des parempodia applatis et spatulés. Ils ont la face dorsale fortement ponctuée. La tête est souvent allongée en hauteur ou en longueur. Les antennes sont longues, souvent plus que le corps, pas particulièrement épaissies.  
Les Isometopinae ont des caractères similaires, mais ont des ocelles. Les Psallopinae sont souvent très petits (1-2 mm), fragiles, et la largeur du vertex inférieure au diamètre d'un œil. 

Les critères de distinction entre tribus ne sont pas encore aboutis. Les Cylapini ont le corps ovale, de taille moyenne à grande, aplati, imponctué, à la face dorsale chagrinée, à la tête verticale, fortement aplati antérieurement, aux antennes particulièrement longues et graciles. Les Bothriomirini ont un corps ovale et boursouflé, à la face dorsale brillante, fortement ponctuée, souvent avec une pubescence dense. 

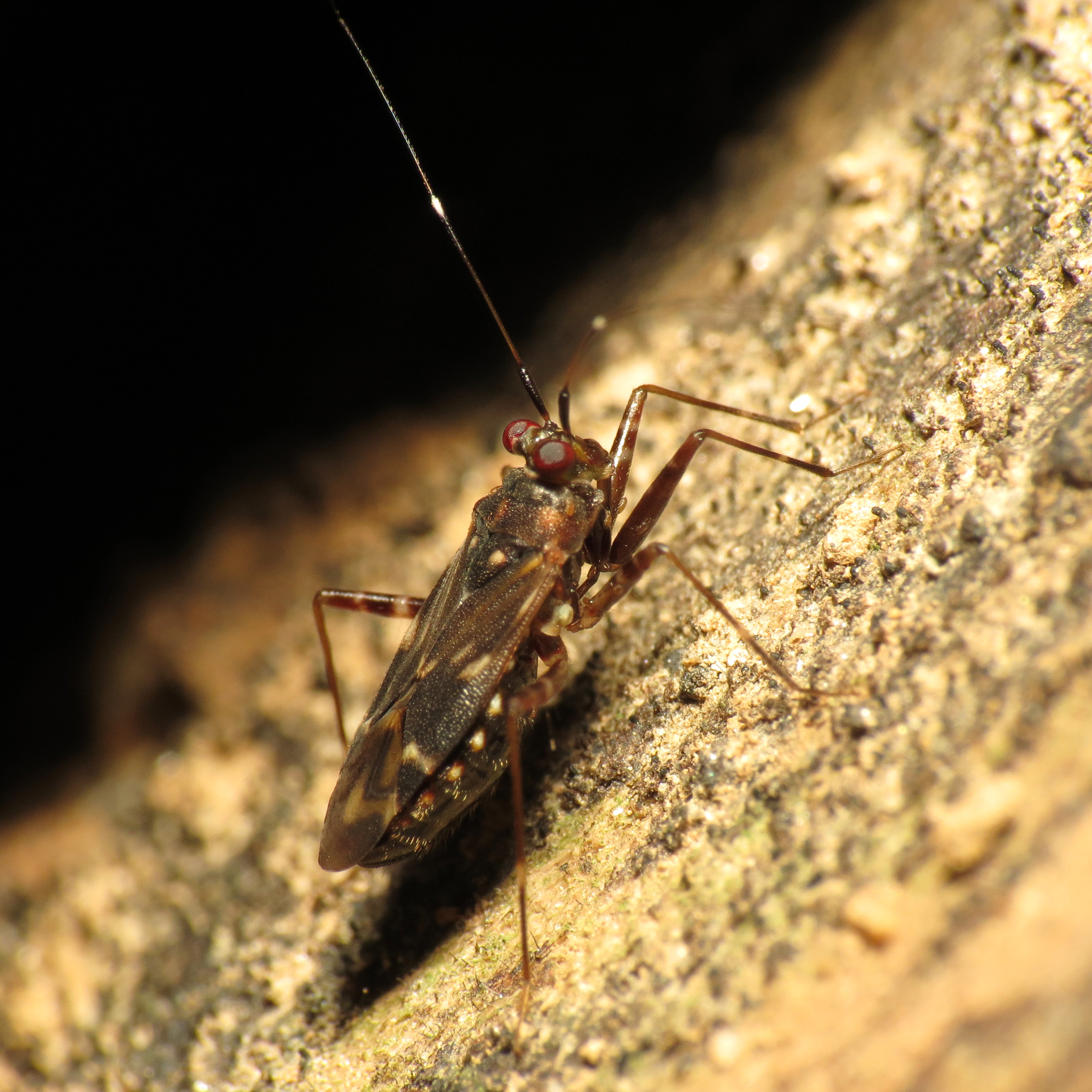
Cylapini : Cylapus tenuicornis, Washington DC
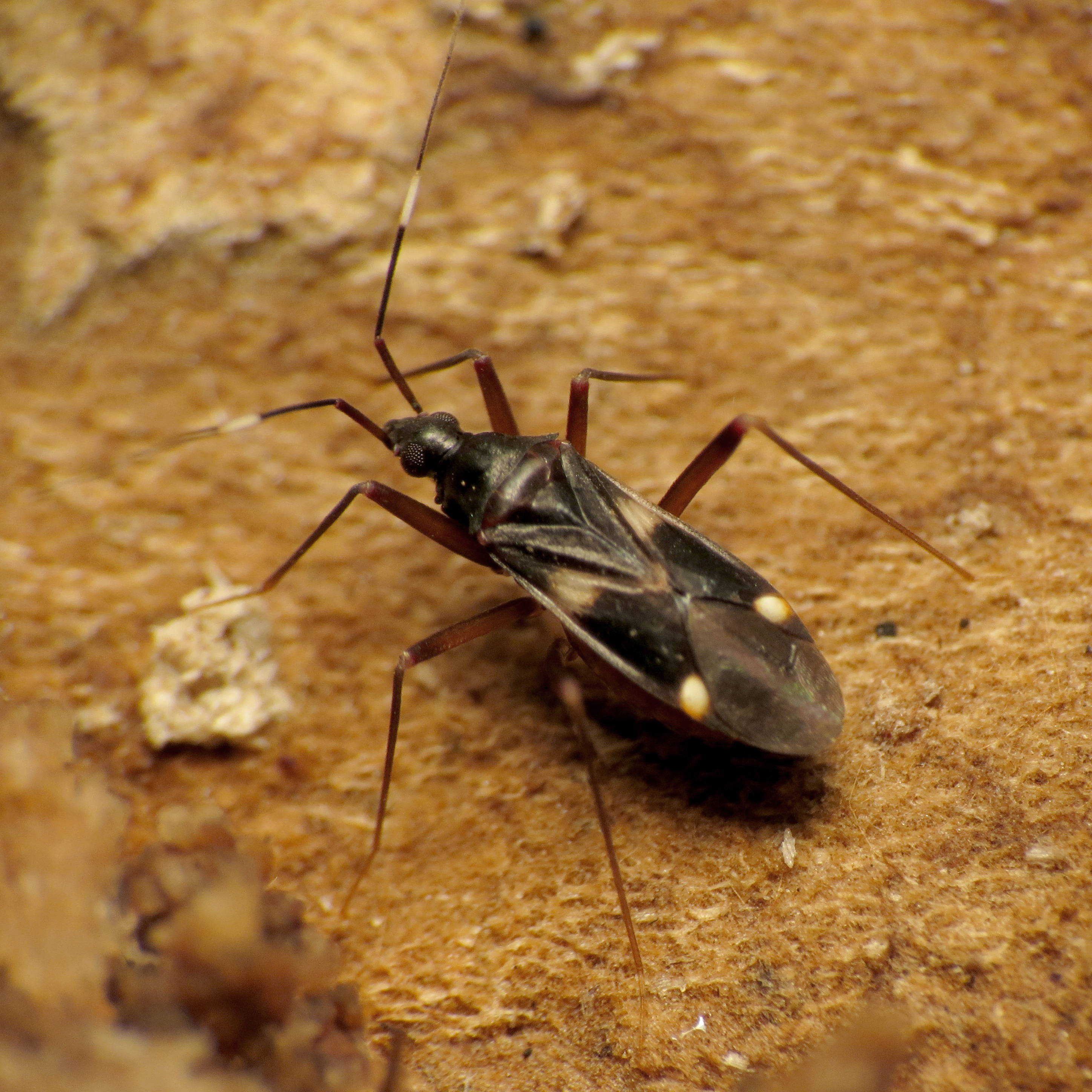
Fulviini : Fulvius imbecilis, Washington DC
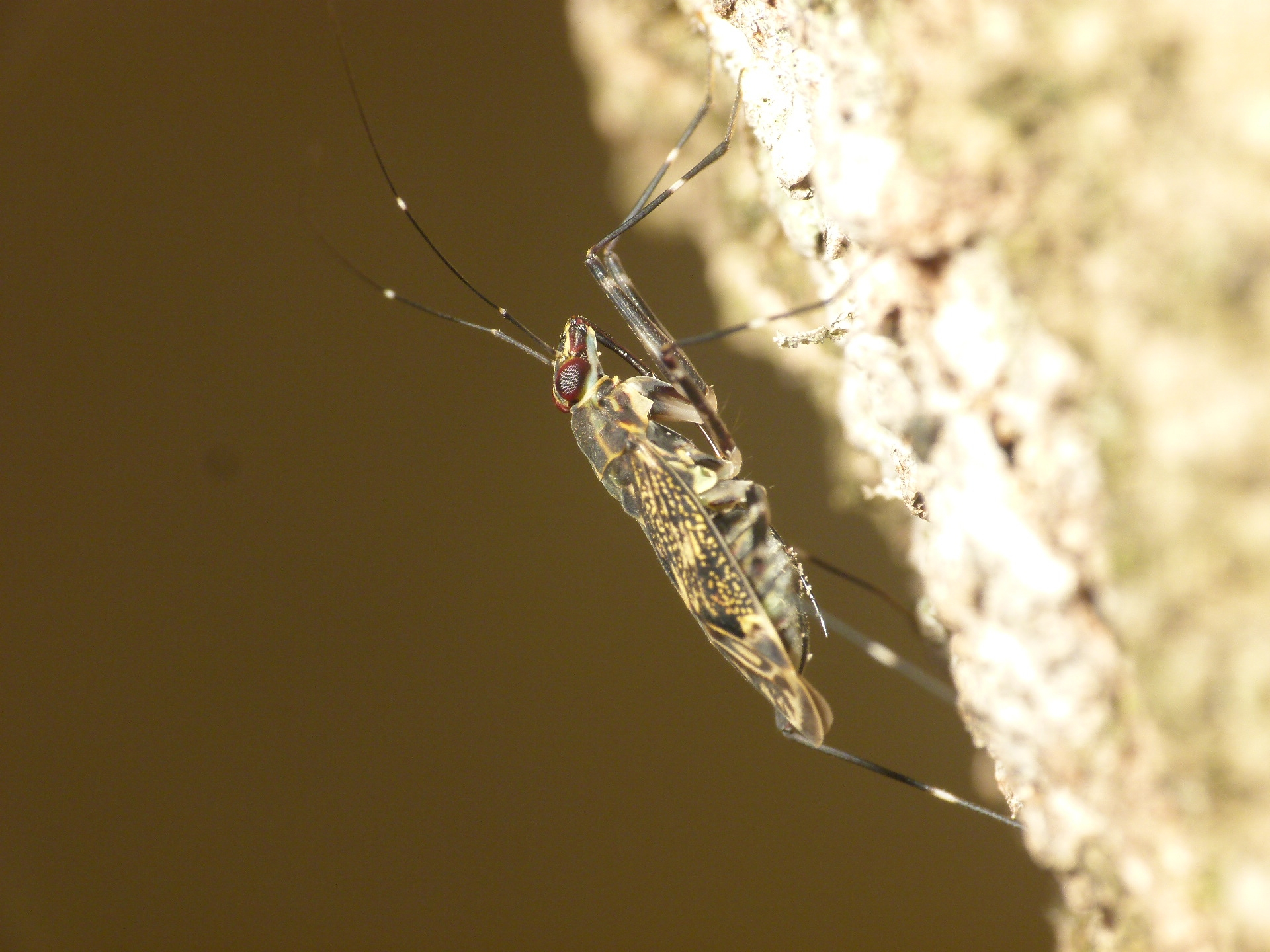
Rhinomiriini : Rhinomiris prathapani, Wynaad, India

## Répartition et habitat
La majorité des Cylapinae se rencontrent surtout dans les régions tropicales de la planète, et, en petit nombre, dans les régions tempérées à froides. 
De nombreuses espèces vivent dans la litière et sous l'écorce, dans des zones de forêts sombres et humides.

## Biologie
Ces punaises sont associées aux champignons. Leur biologie est peu étudiée, notamment en lien avec leur grande agilité et rapidité, qui rend leur capture difficile. Elles ne s'envolent pas, mais courent rapidement se cacher. Des tubes digestifs disséqués ont en effet prouvé l’ingestion de spores de champignons, dont se nourriraient plusieurs espèces, par exemple sur Hypoxylon fragiforme (Pers.) J. Kickx, Hypoxylaceae, ou sur Coriolus spp., Polyporaceae,, poussant sur des branches, des troncs, du bois en décomposition, des rondins pourrissant, notamment dans des forêts humides.
Elles seraient univoltines dans les régions tempérées, mais les collectes dans les régions subtropicales laissent présager deux ou plusieurs générations annuelles.
Elles semblent avoir une vie nocturne. 

## Systématique
Il s'agit d'une des plus petites sous-familles de Miridae, avec une centaine de genres et environ 500 espèces. On pense qu'un nombre important d'espèces n'ont pas encore été décrites. Gorczyca a rappelé la longue histoire de la compréhension de cette sous-famille. Distant a été le premier à définir une unité séparée pour des représentants de ce groupe en 1883. Reuter et Kirkaldy ont amené plusieurs notions, mais les définitions sont restées sommaires jusqu'à la première révision de Poppius en 1909, avec deux sous-groupes pour les futurs Cylapini et Fulviini, puis rapproche les futurs Bothriomirini des Cylapinae en 1914. Des nouveaux genres sont rajoutés au fur et à mesure des découvertes, jusqu'à une nouvelle réorganisation de la sous-famille par Carvalho en 1952, qui, en 1954, associe les premiers fossiles à cette sous-famille. La classification interne reste plus ou moins la même jusqu'aux travaux de Gorczyca, à partir desquels, dès 1997, les Cylapinae comptent cinq tribus, qui ne sont pas encore prises en compte par tous les sites répertoriant la biodiversité (tels qu'ITIS, Taxonomicon, etc.). De plus, certains auteurs considèrent la sous-famille des Psallopinae comme une tribu des Cylapinae.
Des fossiles de Cylapinae ont été trouvés, attribués à 13 genres fossiles différents, dont le plus ancien remonte à l'Albien, au Crétacé, entre −113 et −100 millions d'années. 

### Liste des tribus
Selon BioLib (16 mai 2022) :
- tribu Bothriomirini Kirkaldy, 1906
- tribu Cylapini Kirkaldy, 1903
- tribu Fulviini Uhler, 1886
- tribu Rhinomirini Gorczyca
- tribu Vanniini Gorczyca, 1997

### Liste des genres
Selon BioLib (16 mai 2022) :
- tribu Bothriomirini Kirkaldy, 1906
  - genre Afrobothriomiris Gorczyca, 2000
  - genre Bothriomiris Kirkaldy, 1902
  - genre Dashymenia Poppius, 1910
- tribu Cylapini Kirkaldy, 1903
  - genre Adcylapocoris Carvalho, 1989
  - genre Afrovannius Gorczyca, 1997
  - genre Amapacylapus Carvalho & Fontes, 1968
  - genre Carvalhoma Slater & Gross, 1977
  - genre Corcovadocola Carvalho, 1948
  - genre Cylapinus Carvalho, 1986
  - genre Cylapocoroides Carvalho, 1989
  - genre Cylapoides Carvalho, 1952
  - genre Cylapomorpha Poppius, 1914
  - genre Cylapus Say, 1832
  - genre Dariella Namyatova & Cassis, 2021, monotypique
  - genre Henryfulvius Wolski, 2015
  - genre Kanakamiris Cassis & Monteith, 2006
  - genre Labriella Namyatova & Cassis, 2021, monotypique
  - genre Mangalcoris Murphy & Polhemus, 2012
  - genre Paracylapus Carvalho, 1952
  - genre Peltidocylapus Poppius, 1909
  - genre Phyllocylapus Poppius, 1913
  - genre Schizopteromiris Schuh, 1986
  - genre Teratofulvioides Carvalho & Lorenzato, 1978
  - genre Valdasus Stål, 1860
- tribu Fulviini Uhler, 1886
  - genre Afrofulvius Gorczyca, 2000
  - genre Bironiella Poppius, 1909
  - genre Callitropisca Namyatova & Cassis, 2021, monotypique
  - genre Ceratofulvius Reuter, 1902
  - genre Comefulvius Carvalho & Carpintero, 1985
  - genre Cylapocoris Carvalho, 1954
  - genre Cylapofulvius Poppius, 1909
  - genre Euchilofulviella Gorczyca, 1999
  - genre Euchilofulvius Poppius, 1909
  - genre Fulviella Carvalho, 1991
  - genre Fulvioaustrus Carvalho, 1991
  - genre Fulvius Stål, 1862
  - genre Hemiophthalmocoris Poppius, 1912
  - genre Howefulvius Schmitz & Štys, 1973
  - genre Kotejafulvius Gorczyca, 2006
  - genre Laetifulvius Namyatova & Cassis, 2021, monotypique
  - genre Linnavuorifulvius Gorczyca & al., 2016, monotypique[9]
  - genre Lygaeoscytus Reuter, 1893
  - genre Micanitropis Namyatova & Cassis, 2021, monotypique
  - genre Microfulvius Poppius, 1912
  - genre Mimofulviella Wolski 2008
  - genre Mycetocylapus Poppius, 1914[2]
  - genre Peritropella Carvalho, 1981
  - genre Peritropis Uhler, 1891
  - genre Peritropisca Carvalho & Lorenzato, 1978
  - genre Peritropoides Carvalho, 1955
  - genre Phyllofulvidius Gorczyca, 2000
  - genre Phyllofulvioides Gorczyca, 1998
  - genre Phyllofulvius Carvalho, 1991
  - genre Punctifulvius Schmitz, 1978
  - genre Rhinocylapidius Poppius, 1915
  - genre Rhinofulvius Reuter, 1902
  - genre Rhinomiridius Poppius, 1909
  - genre Schmitzofulvius Gorczyca, 1998
  - genre Sulawesifulvius Gorczyca, Chérot & Štys, 2004
  - genre Tatupa Tyts & al., 2020
  - genre Trynocoris Herring, 1976
  - genre Tucuruisca Carvalho, 1986
  - genre Umboiella Carvalho, 1981
  - genre Xenocylapidius Gorczyca, 1997
  - genre Yamatofulvius Yasunaga, 2000
- tribu Rhinomirini Gorczyca
  - genre Pararhinomiris Gorczyca, 2003
  - genre Rhinomiriella Gorczyca, 2001
  - genre Rhinomiris Kirkaldy, 1902
- tribu Vanniini Gorczyca, 1997
  - genre Austrovannius Cassis, Schwartz & Moulds, 2003
  - genre Vanniopsis Poppius, 1909
  - genre Vannius Distant, 1883
  - genre Vanniusoides Carvalho & Lorenzato, 1978
- genres Incertae sedis
  - genre Palaucoris
  - genre Xenocylapus Bergroth, 1922

### Espèces fossiles
Selon BioLib (16 mai 2022), les espèces fossiles suivantes ont été trouvées, dont une seule affectée à une tribu :
- genre †Amberofulvius Herczek, 1991
- genre †Ambocylapus Herczek & Popov, 2000
- genre †Aragocylapus Herczek, Popov & Penalver, 2000
- genre †Archeofulvius Carvalho, 1966
- genre †Balticofulvius Herczek & Popov, 1997
- genre †Epigonomiris Herczek & Popov, 1998
- genre †Fulviocylapus Herczek & Popov, 2005
- genre †Germarofulvius Herczek & Popov, 1999
- genre †Jordanofulvius Carvalho, 1954
- genre †Oligocoris Jordan, 1944
- genre †Popoviana Herczek in Herczek & Popov, 1997
- genre †Samlandia Herczek & Popov, 2005
- tribu Cylapini Kirkaldy, 1903
  - genre †Ambercylapus Carvalho & Popov, 1984